# Championnats du Kirghizistan de cyclisme sur route
Les championnats du Kirghizistan de cyclisme sur route sont organisés tous les ans.

## Podiums des championnats masculins

### Course en ligne
| Année | Vainqueur                | Deuxième                   | Troisième             |
| ----- | ------------------------ | -------------------------- | --------------------- |
| 2002  | Eugen Wacker             | Vyacheslav Dyadichkin (ru) | Alexandre Akimenko    |
| 2003  | Eugen Wacker             | Alexandre Akimenko         | Vyacheslav Dyadichkin |
| 2004  | Eugen Wacker             | Leonid Milukov             | Alexandre Akimenko    |
| 2007  | Eugen Wacker             | Alexandre Akimenko         | Denis Eliseev         |
| 2008  | Eugen Wacker             | Azamat Nurimbetov          | Valery Gursky         |
| 2009  | Eugen Wacker             | Marat Mambetaliev          | Andrey Kurochkin      |
| 2010  | Eugen Wacker             | Asylbek Sungantiev         | Denis Eliseev         |
| 2011  | Eugen Wacker             | Alexandr Begishev          | Evgeny Russo          |
| 2012  | Eugen Wacker             | Evgeny Russo               | Janybek Satkynaliev   |
| 2013  | Eugen Wacker             | Evgeny Russo               | Andrey Kurochkin      |
| 2014  | ?                        |                            |                       |
| 2015  | Eugen Wacker             | Evgeny Russo               | Almaz Bailbekov       |
| 2025  | Mukhammed Ali Matkarimov |                            |                       |

### Contre-la-montre
| Année | Vainqueur      | Deuxième                 | Troisième          |
| ----- | -------------- | ------------------------ | ------------------ |
| 2002  | Eugen Wacker   | Alexandre Akimenko       | Leonid Milukov     |
| 2003  | Eugen Wacker   | Vyacheslav Dyadichkin    | Alexandre Akimenko |
| 2004  | Eugen Wacker   | Vyacheslav Dyadichkin    | Alexandre Akimenko |
| 2007  | Eugen Wacker   | Denis Eliseev            | Leonid Milukov     |
| 2008  | Eugen Wacker   | Nurlan Isakov            | Marat Mambetaliev  |
| 2009  | Eugen Wacker   | Denis Eliseev            | Viktor Redko       |
| 2010  | Eugen Wacker   | Leonid Milukov           | Asylbek Sungantiev |
| 2011  | Eugen Wacker   | Shalymbek Baraev         | Evgeny Russo       |
| 2012  | Eugen Wacker   | Evgeny Russo             | Alexandr Begishev  |
| 2013  | Eugen Wacker   | Evgeny Russo             | Leonid Valiev      |
| 2014  | ?              |                          |                    |
| 2015  | Eugen Wacker   | Evgeny Russo             | Shalymbek Baraev   |
| 2025  | Artem Shapilov | Mukhammed Ali Matkarimov | Andrey Norvin      |